# 7-Dehydrocholesterin
7-Dehydrocholesterin ist ein Sterin, welches der Vorläufer von Cholesterin und Cholecalciferol (Vitamin D3) ist. 7-Dehydrocholesterin wurde vom späteren Nobelpreisträger Adolf Windaus entdeckt.

## Ort
Die Haut besteht aus zwei Hauptschichten. Eine innere Schicht, die Dermis, und eine dünne, äußere Schicht, die Epidermis. Die Dicke der Epidermis liegt zwischen 0,08 mm und 0,6 mm. Die höchste Konzentration von 7-Dehydrocholesterin lässt sich in der epidermischen Schicht finden, vor allem in dem Stratum spinosum und dem Stratum basale. Die Produktion von Prävitamin D3 ist zwischen diesen zwei Schichten am größten.

## Funktion

### Bildung von Cholesterin
Durch das Enzym 7-Dehydrocholesterin-Reduktase wird 7-Dehydrocholesterin zu Cholesterin reduziert.
Dieses Enzym ist beim Smith-Lemli-Opitz-Syndrom durch verschiedene Mutationen in seiner Aktivität unterschiedlich eingeschränkt. Dies führt dazu, dass bei diesem Syndrom der 7-Dehydrocholesterinspiegel im Blut zu hoch und der Cholesterinspiegel zu niedrig ist. Cholesterin wiederum dient als Ausgangssubstanz für die Steroidhormone und Gallensäuren.

### Bildung von Vitamin D
Durch Photolyse mit UVB-Licht der Wellenlängen 270–315 nm wird 7-Dehydrocholesterin zunächst in Prävitamin D3 und durch thermische Isomerisierung weiter in Vitamin D3 überführt.

#### Strahlung
Die Synthese von Prävitamin D3 benötigt UVB-Strahlung, welche jedoch praktisch nur die epidermischen Schichten der Haut durchdringt. 7-Dehydrocholesterin absorbiert UV-Licht am besten zwischen den Wellenlängen 290 nm und 320 nm, weswegen die Produktion von Vitamin D3 zwischen diesen Wellenlängen stattfinden muss. Die zwei wichtigsten Faktoren für die Generation von Prävitamin D3 sind die Quantität (Intensität) und die Qualität (passende Wellenlänge).